# Phan Trọng Tuệ
Phan Trọng Tuệ (1917–1991) là một chính trị gia, tướng lĩnh Công an nhân dân Việt Nam, hàm Thiếu tướng và là Tư lệnh đầu tiên của Lực lượng Công an nhân dân Vũ trang (nay là Bộ đội Biên phòng); nguyên Phó Thủ tướng Chính phủ Việt Nam Dân chủ Cộng hòa (1974–1976), Bộ trưởng Bộ Giao thông Vận tải. Ông được nhà nước Việt Nam truy tặng Huân chương Sao Vàng.

## Tiểu sử
Phan Trọng Tuệ sinh ngày 7 tháng 7 năm 1917, quê ở Thôn Đa Phúc, xã Sài Sơn, huyện Quốc Oai, tỉnh Sơn Tây (nay thuộc Hà Nội); tham gia cách mạng từ những năm 1930. Năm 1934, ông gia nhập Đảng Cộng sản Đông Dương.
Từ năm 1939 đến năm 1940, ông làm Bí thư tỉnh ủy Sơn Tây và Hà Đông; phụ trách Liên tỉnh Hà Nội – Hà Đông – Sơn Tây.
Năm 1943, ông bị thực dân Pháp bắt, kết án 27 năm tù và đày đi Côn Đảo.
Cách mạng tháng 8 năm 1945, ông được giải thoát và công tác trong Ban trật tự Côn Đảo rồi trở về đất liền.
1948–1950: Chính ủy Đặc khu Sài Gòn – Chợ Lớn; Chính ủy Khu 7; Thanh tra Bộ Tư lệnh Nam Bộ.
1952–1953: Tư lệnh, Phó Tư lệnh kiêm Phó Chính ủy Phân Liên khu Miền Tây.
1954–1956: Phó trưởng đoàn liên hiệp đình chiến Nam Bộ, rồi Phó Trưởng đoàn liên hiệp đình chiến Trung ương.
Tháng 3 năm 1957: Phó Tổng thanh tra Bộ Quốc phòng.
1958: Thứ trưởng Bộ Công an kiêm Tư lệnh kiêm Chính ủy Lực lượng công an nhân dân vũ trang.
1961: Bộ trưởng Bộ Giao thông – Vận tải.
1965: Tư lệnh kiêm Chính ủy Đoàn 559.
1968: Tư lệnh Bộ Tư lệnh đảm bảo giao thông vận tải Quân khu 4.
1974–1975: Phó Thủ tướng, kiêm Thường trực Hội đồng chi viện giải phóng miền Nam.
1976: Bộ trưởng, Bí thư Đảng ủy Bộ Giao thông – Vận tải.
Ủy viên Ban Chấp hành Trung ương Đảng Cộng sản Việt Nam khóa III, VI.
Đại biểu Quốc hội khóa II–VI.

## Hoạt động trong các lực lượng vũ trang
Sau đó ông làm Thanh tra kháng chiến Hậu Giang, Ủy viên liên tỉnh ủy (gồm 10 tỉnh miền Tây Nam Bộ); Chính ủy Khu 9.
Từ tháng 12 năm 1948 đến năm 1950, ông làm Chính ủy Đặc khu Sài Gòn – Chợ Lớn; Chính ủy Khu 7; Thanh tra Bộ Tư lệnh Nam Bộ. Từ năm 1952 đến năm 1954, ông làm Tư lệnh, sau đó Phó Tư lệnh kiêm Chính ủy Phân Liên khu miền Tây Nam Bộ.
Từ tháng 8 năm 1954, ông làm Phó Trưởng đoàn Liên hiệp đình chiến Nam Bộ rồi Phó Trưởng đoàn Liên hiệp đình chiến Trung ương, hàm Đại tá. Năm 1955, ông được thăng quân hàm Thiếu tướng theo Sắc lệnh 243/SL ngày 3 tháng 11 năm 1955 của Chủ tịch nước.
Tháng 3 năm 1957, ông làm Phó Tổng Thanh tra Quân đội.
Năm 1958, ông được bổ nhiệm Thứ trưởng Bộ Công an, phụ trách lực lượng Cảnh vệ. Khi lực lượng Công an nhân dân vũ trang được thành lập, ông được cử làm Tư lệnh kiêm Chính ủy đầu tiên của Lực lượng Công an nhân dân Vũ trang.

## Hoạt động trong ngành giao thông vận tải
Năm 1961, ông làm Bộ trưởng Bộ Giao thông Vận tải.
Năm 1965, ông được cử vào tuyến chiến lược Trường Sơn, làm Tư lệnh kiêm Chính ủy Đoàn 559 có quy mô tương đương một quân khu.
Năm 1968 đến tháng 3 năm 1974, ông làm Bộ trưởng bộ Giao thông vận tải.
Trong thời gian từ 1972 đến tháng 3 năm 1974, ông được giao nhiệm vụ Tư lệnh Bộ Tư lệnh đảm bảo giao thông vận tải Quân khu 4.
Tháng 3 năm 1974, ông làm Phó Thủ tướng, kiêm Thường trực Hội đồng Chi viện giải phóng miền Nam.
Năm 1976 đến tháng 2 năm 1980, ông trở lại làm Bộ trưởng Bộ Giao thông – Vận tải lần thứ hai kiêm Bí thư Đảng đoàn Bộ.
Ông từng giữ chức Chủ tịch Hội Hữu nghị Việt Nam – Campuchia.
Ông là Ủy viên Ban Chấp hành Trung ương Đảng Cộng sản Việt Nam các khóa III và IV; đại biểu Quốc hội từ khóa II đến khóa VI.
Ngày 18 tháng 12 năm 1991, vì bệnh nặng, ông qua đời tại Thành phố Hồ Chí Minh, không lâu sau lễ mừng thọ 75 tuổi.

## Tôn vinh
Ông được Nhà nước Việt Nam tặng thưởng: Huân chương Hồ Chí Minh, Huân chương Quân công hạng nhất, Huân chương Chiến thắng hạng nhất, Huân chương Kháng chiến hạng nhất và nhiều huân, huy chương khác.
Ngày 15 tháng 10 năm 2007, ông được nhà nước Việt Nam truy tặng Huân chương Sao Vàng.
Tên của ông được Hội đồng nhân dân Thành phố Hà Nội đặt cho đường tỉnh lộ 70 từ Thị trấn Văn Điển (huyện Thanh Trì) đến địa bàn quận Hà Đông.

## Gia đình
Ông lập gia đình với bà Nguyễn Thị Thanh Xuân.
Trưởng nữ là Phan Vi Linh, hiện đang công tác trong Quân đội nhân dân.
Thứ nữ là là Phan Gia Liên, Đại tá Công an nhân dân.
Ông là nhạc phụ của Tiến sĩ Nguyễn Khánh Toàn, Thượng tướng Công an Nhân dân Việt Nam, Đại biểu Quốc hội nước Cộng hòa Xã hội Chủ nghĩa Việt Nam, nguyên Thứ trưởng Thường trực Bộ Công an Việt Nam.